# Trancoso (Bahía)

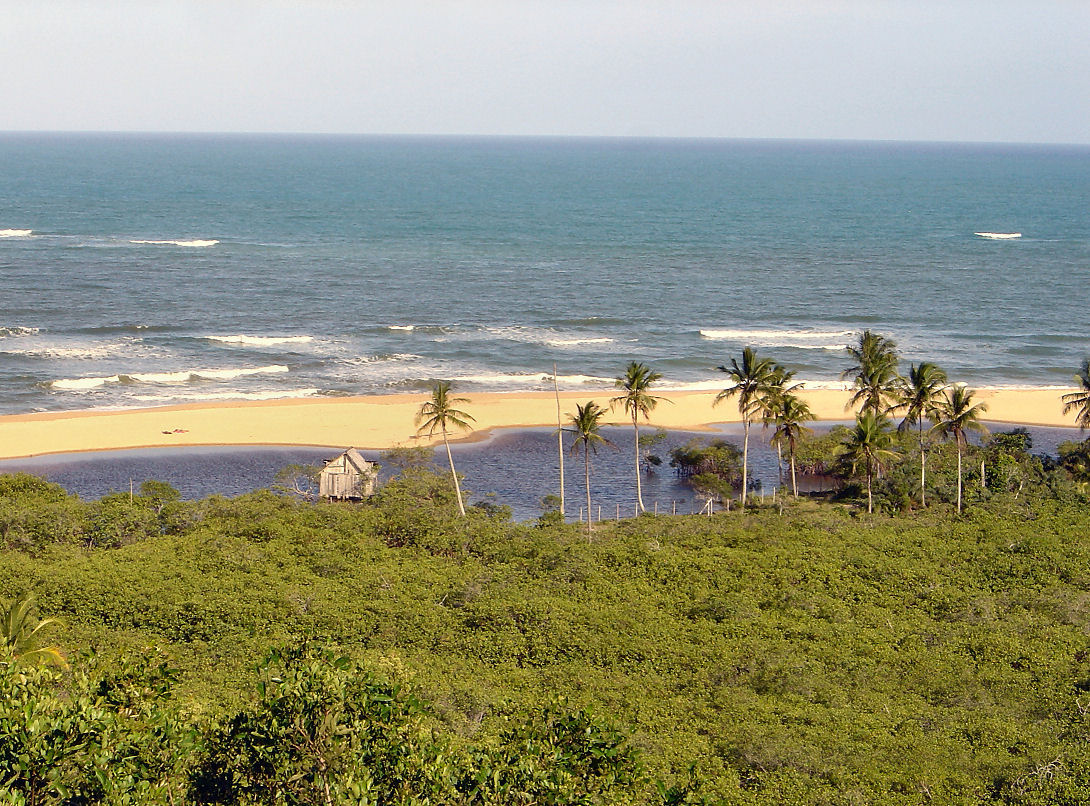
Playa en Trancoso

Trancoso es un distrito del municipio brasileño de Porto Seguro, en el litoral del estado de Bahía. De acuerdo con el Instituto Brasileño de Geografía y Estadística (IBGE), su población en el año 2010 era de 11 006 habitantes, siendo 5 604 hombres y 5 402 mujeres, con un total de 4 816 domicilios particulares.

## Historia

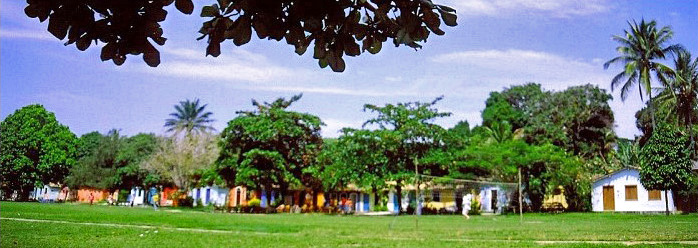
Casas en el Cuadrado

Según el capitán-de-mar-e-guerra Max Justo Guedes, del Servicio de Documentación de la Marina, fue en el Río de los Frades, en Trancoso, que la escuadra de Pedro Álvares Cabral desembarcó el 22 de abril de 1500, tomando posesión de Brasil en nombre de Portugal.
La actual población de Trancoso se origina de una aldea jesuita denominada  São João Batista dos Índios, fundada en 1586. El pueblo permaneció desconocido nacionalmente hasta ser descubierto a finales de los años 1970 por hippies. En la época, era sólo un conjunto de casas dispuestas alrededor de un gran césped (el llamado "Cuadrado"), con una iglesia al fondo, de donde se tenía una visión panorámica del mar. Hoy, ese espacio es Praça São João, en el Centro Histórico de la ciudad. A partir de la década de 1990, con el incremento del turismo en el estado y la construcción de carreteras y aeropuertos, el potencial turístico de la región sufrió un crecimiento vertiginoso.

## Turismo

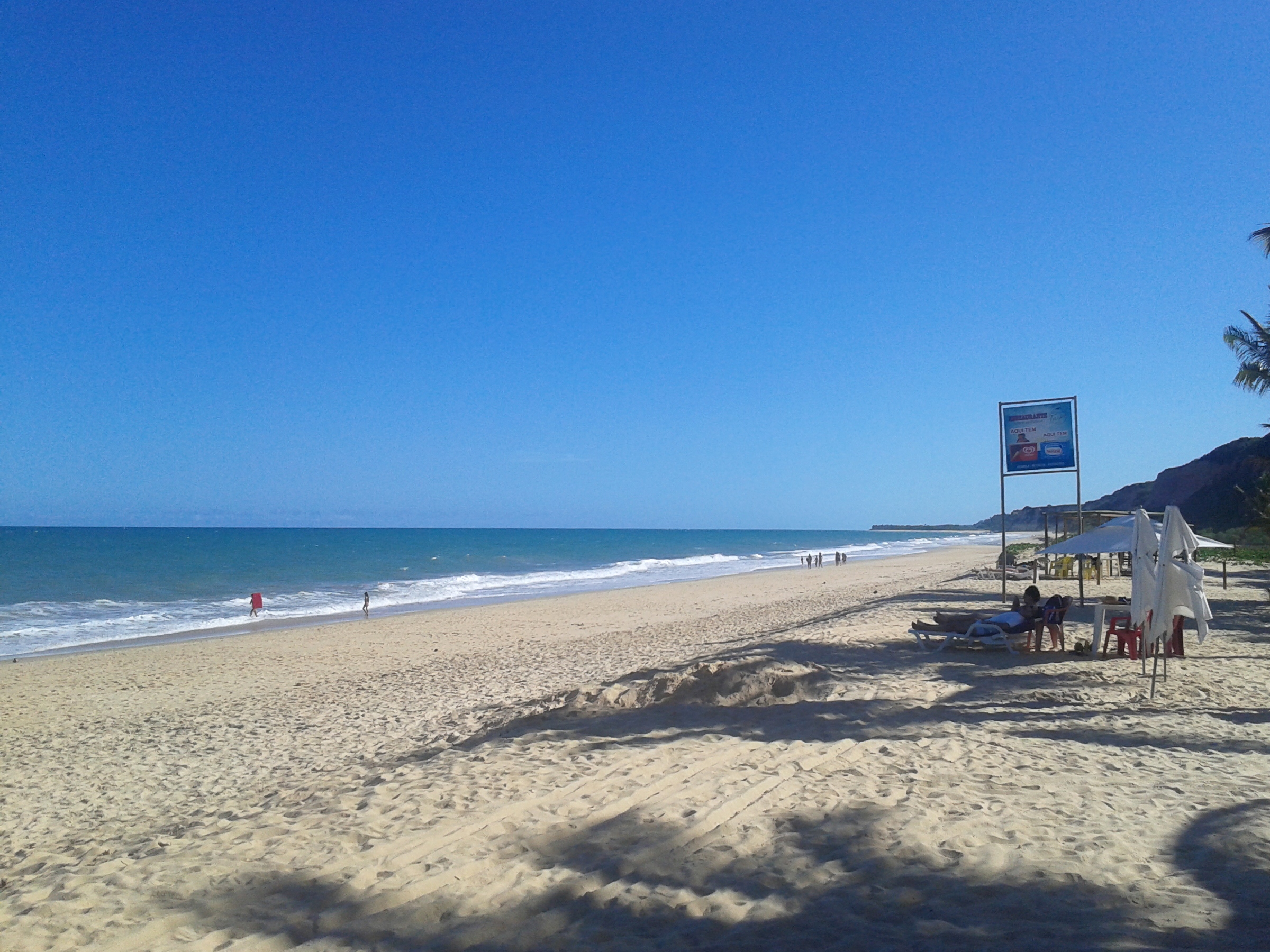
Playa de Taipe

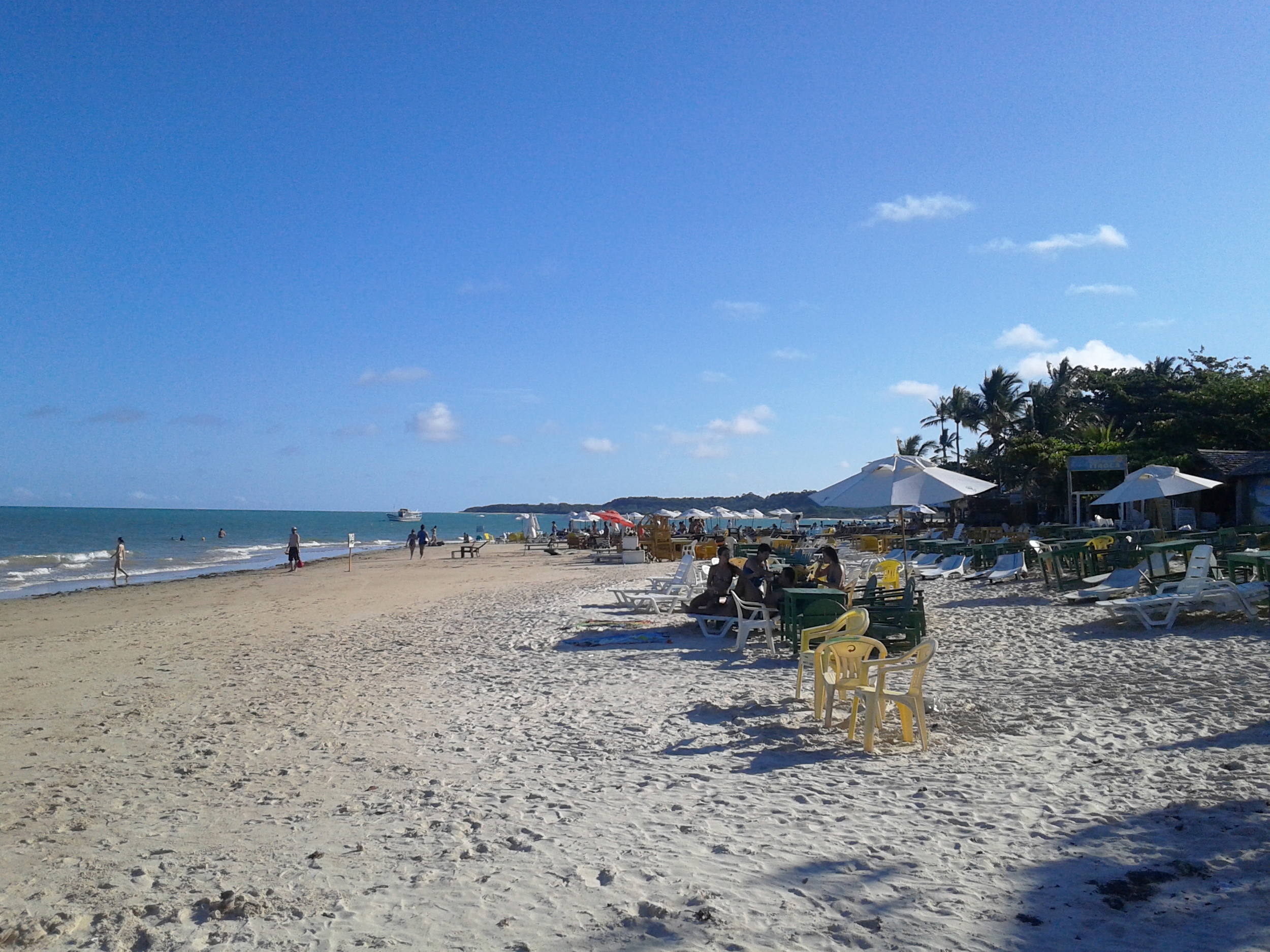
Playa de los Coqueiros

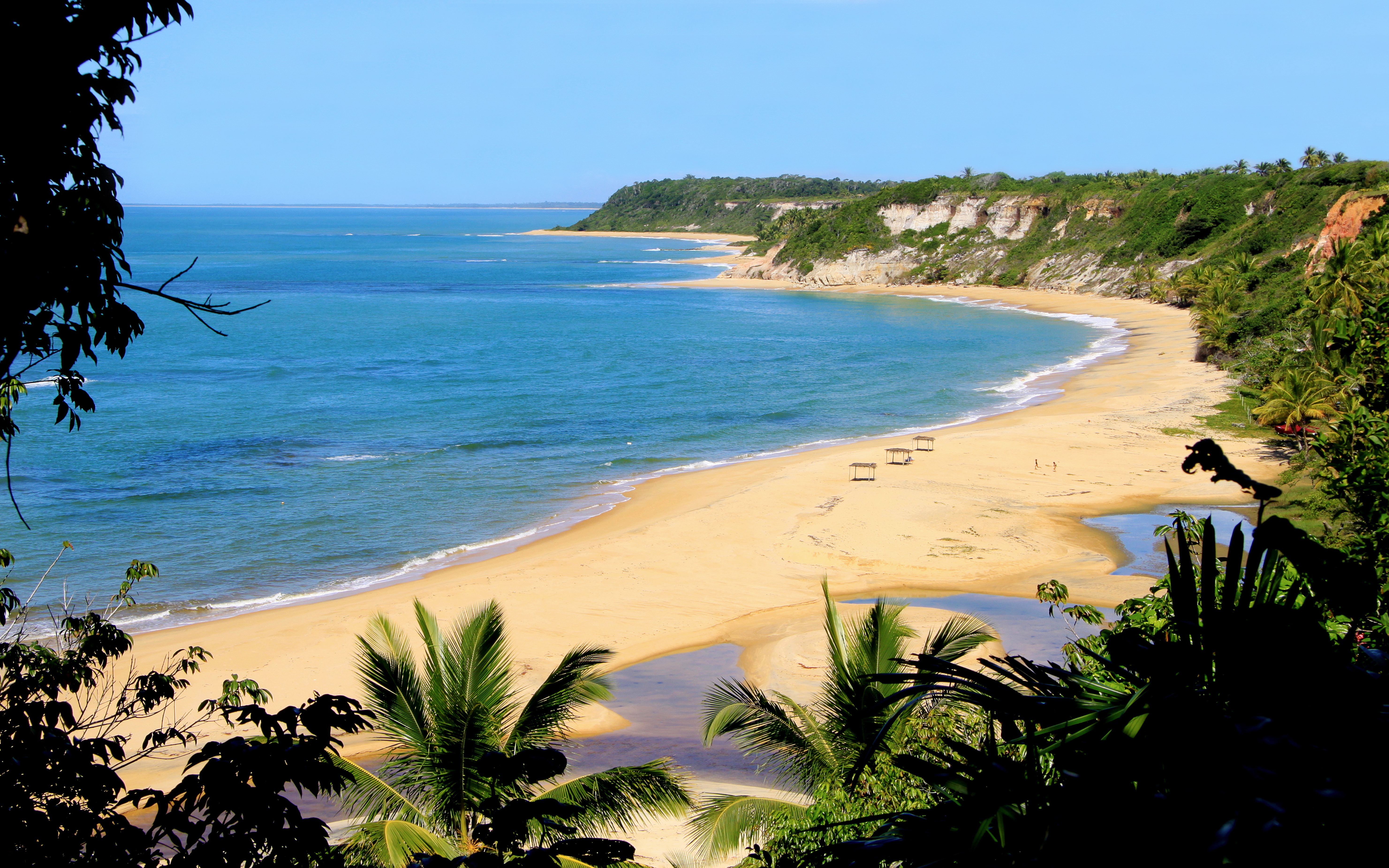
Playa del Espejo

En Trancoso, la principal actividad económica es el turismo. Destinado a las clases más ricas, allí está instalado uno de los hoteles de la red Club Mediterranée.

El 20 de enero de cada año se celebra la fiesta de San Sebastián, muy popular y alegre, donde toda la población nativa, además de turistas, participan. El día de la fiesta, los hombres transportan un mástil de madera de más de 10 metros de altura, coronado con la bandera de San Sebastián, sustituyendo la del año anterior.

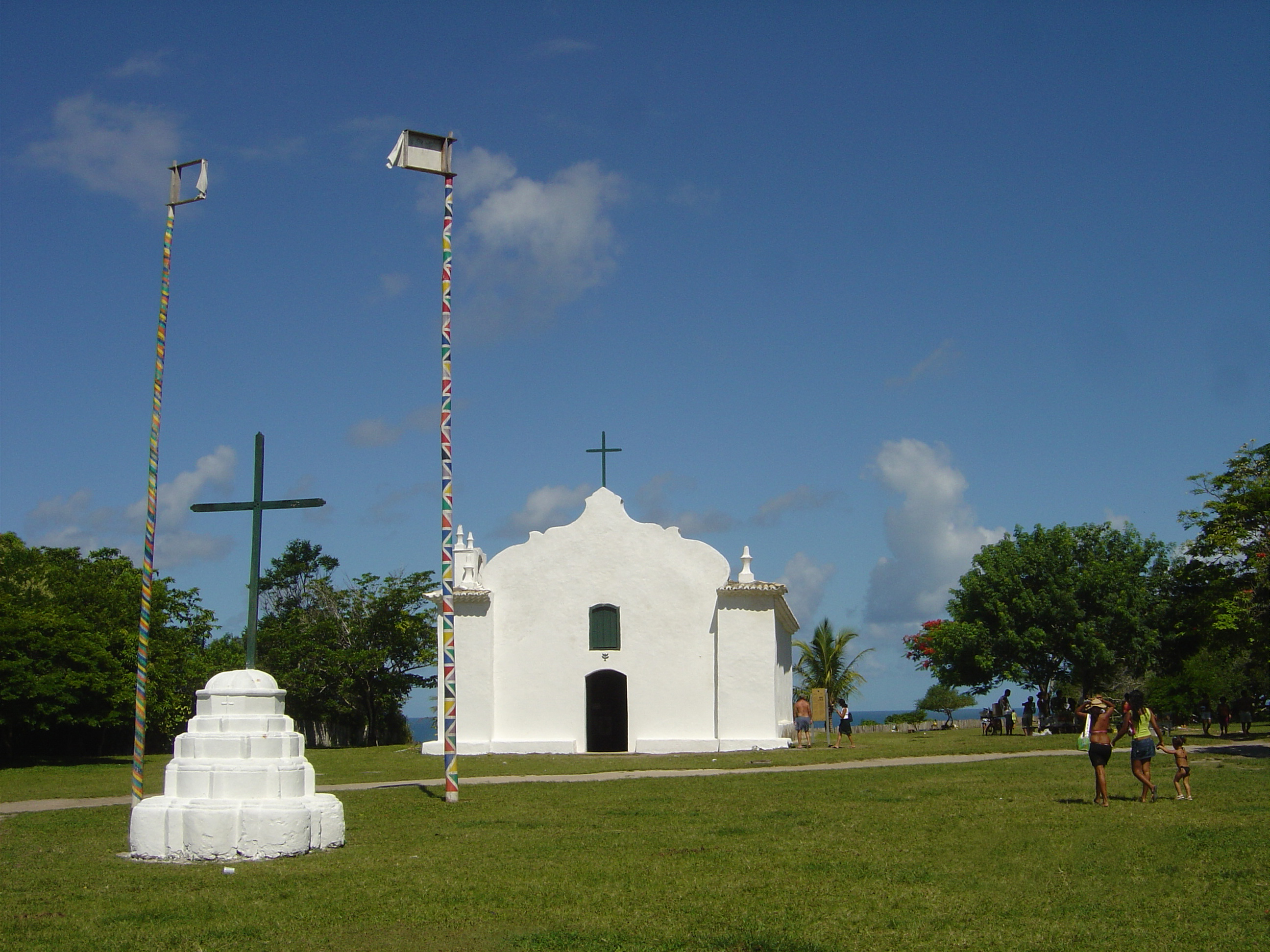
Iglesia de São João Batista, en el Cuadrado